# 루카 파치올리

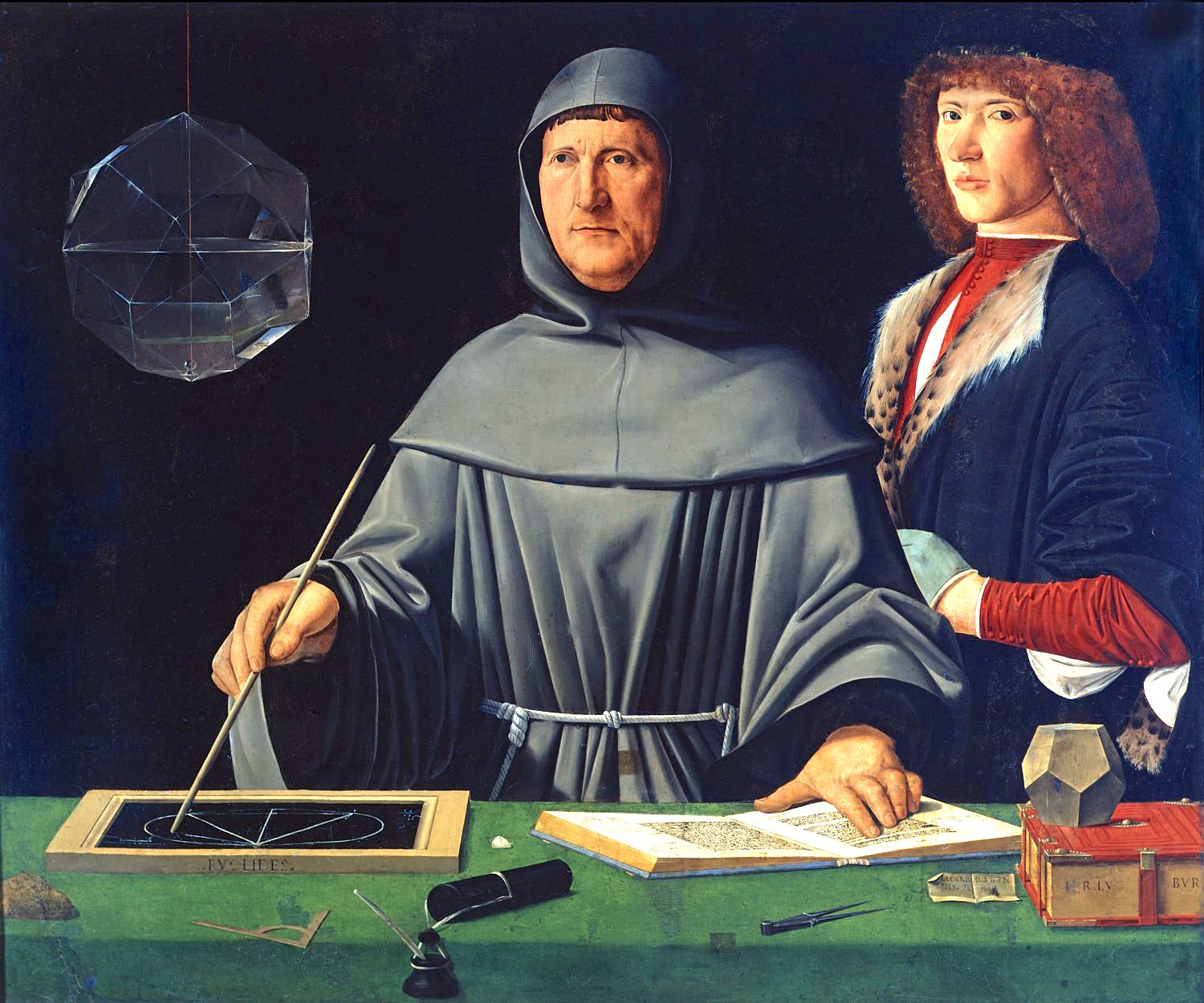
루카 파치올리

프라 루카 바르톨로메오 데 파치올리(Fra Luca Bartolomeo de Pacioli, 1447년경-1517년)는 이탈리아의 수학자, 프란치스코회 수도사다. 레오나르도 다 빈치의 동료이며, 복식부기의 개발자로 근대 회계의 탄생에 지대한 역할을 한 것으로 평가받는다.

## 저서
- 1494년 《산술, 기하, 비율 및 비례 총람》 , 1509년 《신성비례론》